# Nemšová
Nemšová (em húngaro: Nemsó) é uma cidade da Eslováquia, situada no distrito de Trenčín, na região de Trenčín. Tem 33,44 km² de área e sua população em 2018 foi estimada em 6.384 habitantes.

## Demografia
| Ano:        | 1994 | 2004   | 2014   | 2024   |
| ----------- | ---- | ------ | ------ | ------ |
| Broj ljudi: | 6087 | 6220   | 6274   | 6172   |
| Razlika:    |      | +2,18% | +0,86% | -1,62% |

| Ano:               | 2023 | 2024   |
| ------------------ | ---- | ------ |
| Número de pessoas: | 6240 | 6172   |
| Diferença:         |      | -1,08% |